# Marie (Sängerin)
Marie (eigentl. Marie-France Dufour, * 8. August 1949 in Nancy; † 18. Oktober 1990) war eine französische Chansonsängerin.

## Leben und Wirken
Ab 1970 erschienen erste Tonträger von ihr, sie nahm 1971 erfolgreich an den Gesangswettbewerben La Rose d´Or d´Antibes und dem Festival de la Chanson de Spa teil. Sie wurde ausgewählt, Monaco beim Concours Eurovision de la Chanson 1973 in Luxemburg zu vertreten. Ihr Chanson Un train qui part gelang auf Platz 8.
Ab 1980 war sie auch auf der Musicalbühne zu erleben: Als Éponine in Les Misérables.
Sie starb 1990 im Alter von 41 Jahren an Leukämie.